# Museo de las Brujas de Zugarramurdi
El Museo de las Brujas de Zugarramurdi se encuentra en la localidad de Zugarramurdi ubicada en la Comunidad Foral de Navarra. Fue inaugurado el 20 de julio del 2007 y está ubicado en el antiguo hospital de la localidad, fundado por la familia Dutaria en 1788. Muy cerca del museo también se puede encontrar la famosa cueva de Zugarramurdi, la cual  se puede visitar y posee una temática similar.

## Descripción
En este espacio dividido en tres plantas se intenta dar a conocer la historia de este pequeño pueblo y como su población, impulsada por el pánico de relatos fantasiosos, acusó a más de 53 personas de brujería.

### Distribución
El recorrido del museo comienza con una breve presentación sobre la Comarca de Xareta, reconocida como zona de brujas en la que se dieron una gran cantidad de acusaciones relacionadas con aquelarres y brujería, compuesta por los pueblos de Urdazubi, Ainhoa,Sara y Zugarramurdi. Justamente después se da a lugar a un espectáculo audiovisual sobre la caza de brujas que se llevó a cabo por parte de la Inquisición en los primeros años del siglo XVII.
Tras esta pequeña introducción a la historia del municipio pasamos a la primera planta del antiguo hospital de la localidad ahora convertido en museo. En esta primera planta se pueden ver los primeros pasos de la caza de brujas cuando María Ximilegui quien participaba en estos rituales se arrepintió de ello y decidió denunciarlo públicamente.En la segunda planta podemos hacer un viaje al pasado pudiendo conocer como eran las tradiciones de la época y como eran aquellos rumores y mitos sobre brujería que corrían de boca en boca.
Aunque la entradas se compran  de forma individual, la cueva se sitúa muy cerca del museo a unos 300mts. La cueva es el lugar donde se realizaban estos rituales de brujería. En esta cueva además se celebra cada 18 de agosto el ziriko-jate donde se cocina la comida tradicional de la localidad. 

## Cueva de Zugarramurdi

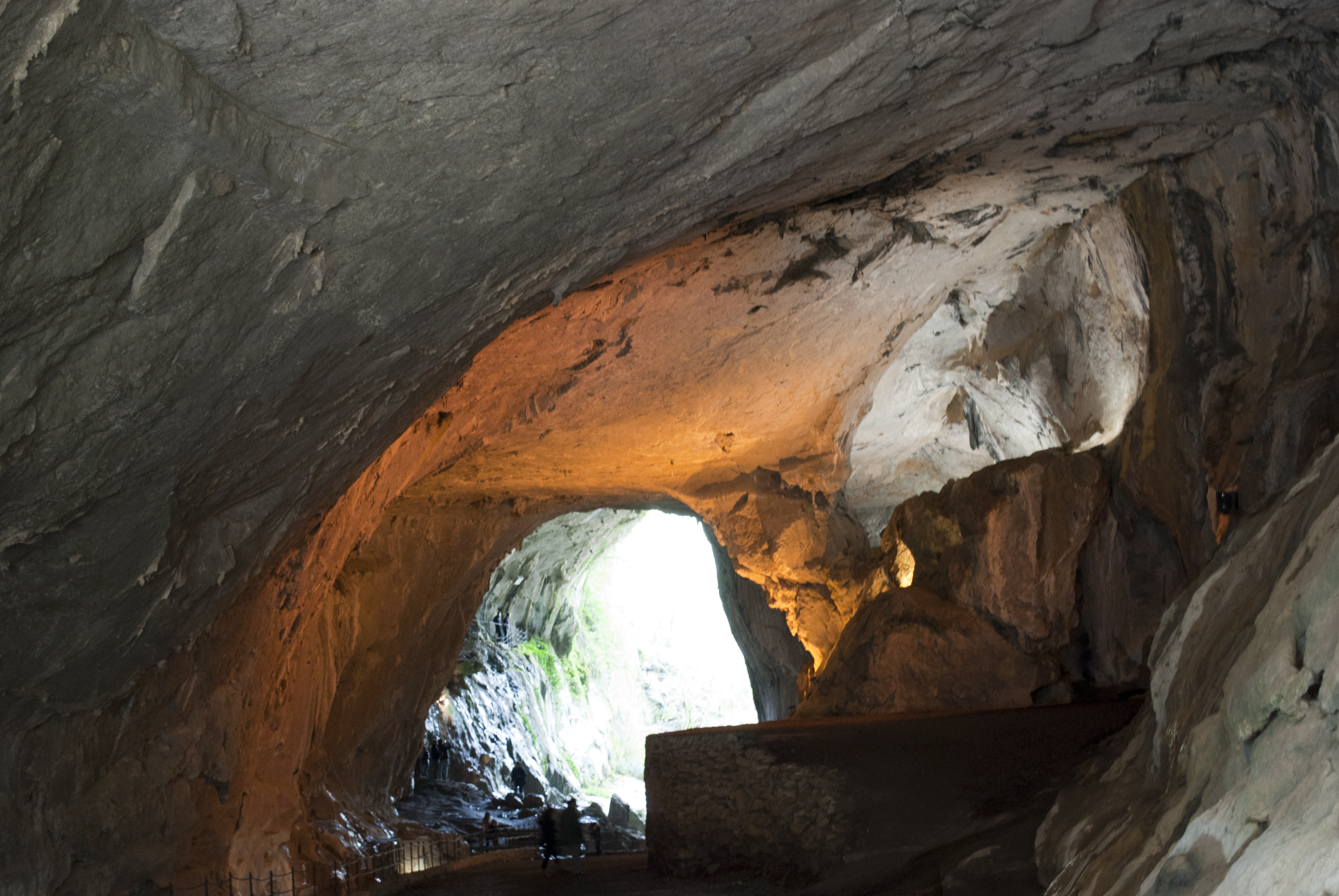
Cueva en Zugarramurdi donde se celebraban aquelarres

Las cuevas de Zugarramurdi también es conocida como Serginen Leizea. Esta cueva remonta su creación a un pequeño río que se encuentra aún en la galería principal de la cueva conocido como La Regata del Infierno. Existen otras dos galerías secundarias y más altas que la anterior.
Esta cueva a partir del 2014 recibió una subvención por parte del Programa de Desarrollo Rural que aporta unos importantes ingresos para su mantenimiento.